# 日本住宅金融
日本住宅金融株式会社（にほんじゅうたくきんゆう、英語: The Nippon Housing Loan Co.,Ltd.）は、かつて東京都千代田区に存在した住宅金融専門の会社（住専）である。初代の社長は庭山慶一郎（元日銀政策委員、1941年大蔵省入省）である。

## 歴史
当初は創業者庭山と三和銀行（現:三菱UFJ銀行）ならびに日本信販（現:三菱UFJニコス）との合弁によるクレジットカード会社のJCBを母体として主に個人向け住宅融資を行っていたが、バブル景気による各銀行の個人向け住宅ローン市場参入を受けて住専各社は不動産担保ローンへ融資先を変更した。景気後退後に高リスクな法人向け不動産担保融資の多くが回収不能に陥り、庭山は辞任して私財提供し、後継は元大蔵省中国財務局長で日本たばこ産業監事の岡島和男が会長、三和銀行の丹羽進が社長にそれぞれ就いた。
1993年に寺村信行大蔵省銀行局長が、「金融システム維持」のために農林水産省、大口貸付先の農林中央金庫、三和など母体行9行と金利減免などの調整を始めるも、農林中金を監督する農水省が軽減後金利は4.5パーセントまでとして銀行局案を拒否、母体九行の調整役である三和へ調整の重心を移した。資金返済猶予と母体行の金利一律ゼロとする銀行局案で破綻は免れるも、1994年7月に西村吉正が銀行局長就任以降、信用組合各社や兵庫銀行など中小金融機関も含めた住専各社の破綻処理が急がれ、住専国会を経て住専法に基づく破綻に至る。破綻当時の母体行は三和以外にさくら銀行（現:三井住友銀行）、あさひ銀行（現:りそな銀行及び埼玉りそな銀行）、大和銀行（現:りそな銀行）、北海道拓殖銀行、三井信託銀行（現:三井住友信託銀行）、東洋信託銀行（現:三菱UFJ信託銀行）、横浜銀行、千葉銀行である。
東証一部に銘柄コード8581で上場し、破綻直前1995年3月時点の融資残高は約2兆円である。